# Campsurus scutellaris
Campsurus scutellaris is een haft uit de familie Polymitarcyidae. De wetenschappelijke naam van de soort werd voor het eerst geldig gepubliceerd in 1924 door Needham en Murphy.